# Ciao America (film 2002)
Ciao America è un film del 2002 diretto da Frank Ciota.

## Trama
Lorenzo Primavera è un italo-americano di terza generazione che non si sente inserito da nessuna parte. Per cercare il suo posto nel mondo, vuole tornare in Italia alla ricerca delle sue radici. A Ferrara trova lavoro come allenatore di una squadra di football americano. In una giovane studentessa di musica, Paola Angelini, scoprirà anche l'amore e si troverà di fronte alla stessa scelta fatta da suo nonno settanta anni prima.